# 藍黑新雀鯛
藍黑新雀鯛，俗名為厚殼仔，為輻鰭魚綱鱸形目雀鯛科的其中一種。

## 分布
本魚分布於印度西太平洋區，包括東非、南非、紅海、塞席爾群島、斯里蘭卡、日本、臺灣、泰國、越南、澳洲、馬來西亞、馬爾地夫、菲律賓等海域。

## 深度
水深5至30公尺。

## 特徵
本魚體側扁，呈略微延長的卵圓形。口小，魚體鱗片為藍黑色，鰓蓋上方具一明顯深黑偏綠斑，背鰭末端近尾柄處有一白斑；凹形尾鰭中央白色至透明，尾鰭末端為白色，上下葉黑且末端略微延長，背鰭硬棘13枚、背鰭軟條11至12枚、臀鰭硬棘2枚、臀鰭軟條11至12枚。體長可達10公分。
母魚要產卵前三天左右，魚體包括魚頭上半部逐漸變色，為四道灰色偏白條紋，直至產卵後恢復原本體色，有護卵行為。

## 生態
本魚棲息在河口、紅樹林或有淡水注入的港口區，喜愛沙泥底質，是少數能適應淡水的廣鹽性雀鯛。雜食性，以藻類及浮游動物為主，產黏著卵。

## 經濟利用
可飼養來觀賞，非食用魚。